# نی‌ریز
نِی‌ریز (نِیریز) یکی از شهرهای استان فارس و مرکز شهرستان نی‌ریز در ایران است. نی‌ریز در جنوب دریاچه بختگان و شهرستان بختگان و در مغرب سیرجان و شهربابک در استان کرمان و در مشرق استهبان و جنوب غربی شهرستان خاتم در استان یزد و در شمال داراب و حاجی‌آباد استان هرمزگان واقع است. نی‌ریز دومین شهرستان پهناور استان فارس بعد از لارستان می‌باشد. نی‌ریز نقطه تلاقی استان‌های فارس، کرمان، یزد، هرمزگان می‌باشد.نی‌ریز شهر فرهنگ و هنر است که نمود آن گوشه نی ریز در دستگاه‌های موسیقی ایران و مقام النکریز (نی‌ریز)در موسیقی عربی و ترکی است نی‌ریز مرکز خط نسخ ایران است فرش نی‌ریز شهرتی جهانی دارد و نی‌ریز در شعر صاحب ادیبان و کاتبان بسیاری است.

## نام
بعضی گفته‌اند به علت وجود معادن آهن و صنعت اسلحه‌سازی در قلعه اس.پی. آر در قبل از میلاد واژه نی ریز به معنای نیزه ریزنده‌است. روایت دیگر به معنی نی ریزنده به علت وجود نی زارها در اطراف دریاچهٔ بختگان می‌باشد.
عقیدهٔ دیگری دربارهٔ نام «نی ریز» وجود دارد که آن را مرکب از «نی» به معنای «شهر» و «ریز» به معنای «رود» ویا به‌طور کلی «آب» می‌شمارد. واژهٔ «نی» و صورت تغییریافتهٔ آن «نِه» - به معنای شهر - را می‌توان در نام شهرهای نیشابور، نهبندان، نهاوند یافت. واژهٔ «ریز» و صورت تغییریافتهٔ آن «لیس» -به معنی آب - را هم در نام شهرهای تبریز، مهریز، تفلیس، بدلیس می‌توان سراغ کرد. با این تحلیل ریشه‌شناختی، نام نی‌ریز به معنای شهرِ رود، یا شهر دریاچه خواهد بود که با توجه به نزدیکی نیریز به دریاچهٔ نیریز، دور از ذهن نمی‌باشد.

## تاریخچه
تعیین تاریخ دقیق پیدایش این سرزمین و ارائه تصویر درست و روشن از آن در دوره‌های مختلف تاریخی، مشکل و در مواردی غیرممکن است.
برخی آن را به دورهٔ اساطیری کیانیان و دورهٔ مادها نسبت می‌دهند که منبع و مآخذی قابل اعتماد در این زمینه وجود ندارد. بر اساس دانسته‌ها و اطلاعات موجود می‌توان به احتمال گفت که پیشینه تاریخی نی ریز به دوره هخامنشیان بر می‌گردد به دنبال کاوش‌های باستان‌شناسی که در اوایل سدهٔ بیستم در تخت جمشید انحام گرفت، الواحی گلی مربوط به دورهٔ هخامنشیان به دست آمد که در آن‌ها (حدود ۱۵ لوحه) به نام‌هایی چون نَرِزُّش، نَرِزیش و… برمی‌خوریم که به عقیدهٔ باستان شناسان به نی ریز برمی‌گردد.
منطقه‌ای را که در حال حاضر به نیریز معروف است در دوران داریوش کبیر از شهرهای آباد و پر جمعیت فارس بوده و استناد لوحه سنگی که بر اثر کاوش‌های علمی از تخت جمشید بدست آمده، کتیبه مزبور هم که به خط میخی نقر شده در زمان هخامنشیان (داریوش بزرگ) نای ذی (کارگاه اسلحه سازی) نامیده می‌شد، چه در آن دوره بیش از ۷۰۰ کارگاه نیزه و شمشیر و زره سازی در آن وجود داشته و در واقع اسلحه خانه داریوش کبیر بوده‌است… یکی از گمان‌هایی که در مورد اسم نی ریز می‌برند نام نیزه ریز می‌باشد که به خاطر نیزه سازی در دوره هخامنشی می‌باشد.
شهر نیریز از زمان هخامنشیان تابحال سه بار دستخوش تهاجم سیل و عوامل طبیعی قرار گرفته و برای مرتبه چهارم در محل فعلی بنا شده‌است.
نیریز در زمان سلطنت پیشدادیان مرکز فولاد سازی بوده‌است. ساختن وسایل فولاد سازی و ادوات جنگی برای سپاهیان خشایارشاه در این شهر ساخته می‌شد؛ که زره و کلاه خود و تیشه بخاری فولادی در بعضی خانه‌ها مشاهده شده‌است. اخیراً ضمن حفاریهایی که در تخت جمشید بعمل آمده مهر گلی دیده شده به نام پیروس استاد کارگاه محل ساختن این ادوات و وسایل فولادی در محلی که فعلاً به نام شادخانه موسوم است که علامت کارخانه‌ها در بعضی از خانه‌های این محله مشاهده گردیده‌است.

### دوره پیش از اسلام
بر اساس دانسته‌ها و اطلاعات موجود می‌توان به احتمال گفت که پیشینه تاریخی این شهر به دوره هخامنشیان برمی‌گردد. بدنبال کاوش‌های باستان‌شناسی که در اوایل سده ۲۰ در تخت جمشید انجام گرفت الواح گلی مربوط به دوره هخامنشیان بدست آمد، این الواح به خط میخی عیلامی که مربوط به امور اداری، جیره غذایی، پرداخت دستمزد کارگران و زره سازان است و در فاصله سال‌های ۱۹۳۳ تا ۱۹۳۴ میلادی هیئت اکتشافی مؤسسه شرق‌شناسی به سرپرستی هرتس فلد آن‌ها را کشف کرد، تعدادی از این الواح متعلق به سال‌های ۱۳ تا ۲۸ شاهنشاهی داریوش اول بوده‌است.

### دوره اسلامی تا سده چهارم هجری
دانسته‌های ما در مورد نی ریز و توابع آن منحصر به گزارش‌هایی است که جغرافی نویسان مسلمان بدست داده‌اند. این منابع عبارتند از: مختصر البلدان ابن فقیه، المسالک و الممالک ابن خردادبه، الخراج و صنعه الکتابه قدامه، مسالک الممالک اصطخری، صوره الارض ابن حوقل، حدود العالم من المشرق الی المغرب، اشکال العالم جیهانی، احسن التقاسی فی معرفه الاقالیم مقدسی و فارسنامه ابن بلخی.
ابن خردادبه، قدامه، اصطخری و جیهانی، سرزمین فارس را به ۵ ولایت تقسیم کرده‌اند: اصطخر، شاپور، اردشیر خره، دارابگرد و ارجان که نیریز جزء ولایت دارابگرد است. ابن رسته، هفت ولایت و مقدسی آن را ۶ ولایت و ۳ ناحیه دانسته‌است. او شیراز را به ولایات ۵ گانه اضافه کرده و رودان، نیریز و خسو را ۳ ناحیه برشمرده‌است.

### نی ریز از سده پنجم تا زمان صفویه
مهم‌ترین منابع این دوره که در آن‌ها از نیریز یاد شده عبارتند از: فارسنامه ابن بلخی، الانساب سمعانی، معجم البلدان یاقوت، اللباب فی تهذیب الانساب ابن اثیر، نزهه القلوب حمدالله مستوفی، مجمع الانساب شبانکاره‌ای، که از آن میان، منبع اخیر بخش مهمی از تاریخ نیریز را در دوره شبانکاره (سده‌های ۵ الی ۸ ه‍.ق) روشن می‌سازد.

### دورهٔ صفویه
نخستین منبعی که در این دوره اطلاعاتی بدست داده، خلاصه التواریخ قاضی احمد بن شرف الدین حسین حسینی قمی است. به گفته وی در آن دوره (سال ۹۵۵ ه‍.ق) چرنداب سلطان شاملو، حاکم نیریز ایج و فسا بود.
در سده یازدهم ه‍. ق، در نیریز بیمارستان و مدرسه طبی و نیز مدرسه علوم دینی به نام مدرسه غیاثیه وجود داشته‌است. هربرت که در سال ۱۰۳۸ ه‍.ق یعنی در آخرین سال حکومت شاه عباس صفوی از نیریز می‌گذشت، از وجود بیمارستان و مدرسه طبی خبر داده‌است. مدرسه غیاثیه نیز با توجه به وقف نامه آن که در سال ۱۰۹۳ ه‍.ق نوشته شده در همین سده بنا شده‌است.
از جمله وقایع این دوره، غارت شدن نی‌ریز به دست سپاهیان اشرف افغان بود که به دنبال فرار سید احمدخان مرعشی - نوهٔ شاه سلیمان دوم صفوی - به نی‌ریز رخ داد.

### دورهٔ زندیه
در اواخر دوره کریم خان زند، میر حسام الدین عرب از طایفه شیبانی ایل عرب فارس بر نیریز حکومت می‌کرد. بعد از آنکه آقا محمد خان قاجار در غیاب لطفعلی خان زند با کمک حاجی ابراهیم شیرازی کلانتر شیراز (در سال ۱۲۰۶) شیراز را به تصرف خود درآورد، لطفعلی خان زند به جنگ و گریز با نیروهای آقا محمد خان پرداخت. وی در همان سال بسیاری از شهرهای فارس از جمله ابرقو، بوانات، اصطهبانات و… را تحت تسلط خود درآورد. اما اهالی نیریز در مخالفت با او درآمدند که پس از نبردی آنجا را فتح کردند. وی تا حدود ۱۲۰۸ ه‍.ق در مناطق بین کرمان، یزد و فارس به مبارزه با سپاهان آقا محمد خان پرداخت و سرانجام در ۱۲۰۹ ه‍.ق در بم گرفتار شد و بدستور آقا محمد خان قاجار به قتل رسید.

### دورهٔ قاجاریه
در این دوره بعد از میرحسام الدین عرب، فرزندش محمد حسین خان نیریزی حاکم نیریز شد. وی چنان‌که مؤلف فارسنامه ناصری می‌گوید: سال‌ها به احترام گذرانید و به حسن سلوک معروف گردید. محمد حسین خان در طول حکومتش با بزرگان علم و هنر معاشرت داشت و خدماتی نیز انجام داد.
ملا عبدالجواد نیریزی خوشنویس توانای نیریز در سده ۱۳ ه‍.ق از جمله مصاحبان محمد حسین خان بود و قرآنی نیز برای او در سال ۱۲۳۲ ه‍.ق کتابت کرد که نسخه‌ای از آن در کتابخانه مدرسه عالی سپهسالار (مدرسه عالی مطهری) موجود است.
از وقایع مهم این دوره، ورود سید یحیی دارابی - از رهبران بابی‌گری - به نی‌ریز بود که طرفدارانی هم پیدا کرد. سید یحیی به محض ورود به نی‌ریز در قلعهٔ خواجه اقامت گزید و به تدارک نظامی پرداخت. وی و طرفدارانش به درگیری با نیروهای دولتی پرداختند و اگرچه در آغاز به پیروزی‌هایی هم دست یافتند اما با اعزام قشون حکومت مرکزی به نی‌ریز، سرانجام شکست خوردند که به کشته شدن سید یحیی و تعداد زیادی از طرفدارانش انجامید.

## جمعیت
بر پایه سرشماری عمومی نفوس و مسکن در سال ۱۳۹۵ جمعیت این شهر ۴۹٬۸۵۰ نفر بوده‌است.

## آب و هوا
نیریز در میانه جنوب و مشرق شیراز هوایی معتدل دارد اما نسبت به شهرهای  و استهبان هوای نسبتاً گرم تری دارد. درازی آن از خیرآباد تا حاجی‌آباد ۲۲ فرسخ، پهنای آن از سرگذار تا قریه بشنه ۱۸ فرسخ، محدود است. از جانب مشرق و شمال به بلوک سیرجان و کرمان و بلوک شهربابک کرمان و بوانات، از طرف مغرب به بلوک استهبانات و بلوک آباده طشک، و از سمت جنوب به بلوک داراب و نواحی سبعه؛ و هر گونه شکاری در فارس باشد جز مرغ دراج و مرغ کبک انجیر در این بلوک یافت می‌شود. بعلاوه گورخر و آهو در صحرای نیریز فراوان است.

## صنایع و معادن
نی ریز اولین و بزرگترین شهرستان معدنی استان فارس است. این شهرستان صنعتی استان بعد از شیراز که با ۳ شهرک صنعتی سنگ شهید سلیمانی (شهر سنگ)، شهرک صنعتی غدیرگه و ناحیه صنعتی ده فاضل ، مجتمع فولاد غدیر نی ریز(شامل کارخانه های آهن اسفنجی، تولید کنسانتره، گندله سازی و فولاد سازی)، کارخانه سیمان خاکستری، کارخانه سیمان سفید ، کارخانه تولید رینگ خودرو نور نی ریز که به گفته نماینده وقت بیش از ۸۰ درصد رینگ های ایران خودرو را تولید می کند و همچنین کارخانه تولید آهک و معادن سنگ چینی و... است.

## آثار تاریخی

### مسجد جامع کبیر

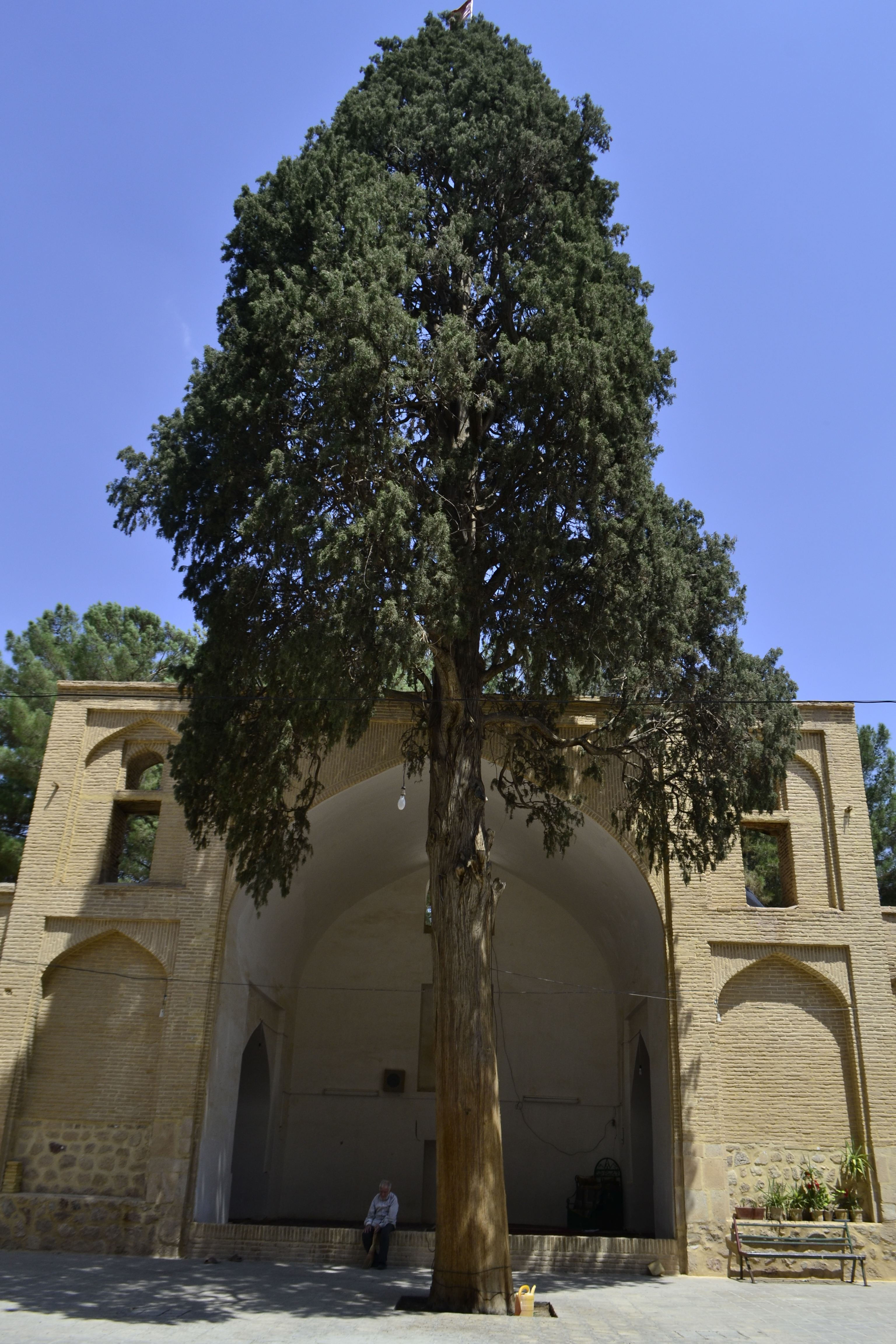
ایوان کوچک مسجد جامع کبیر نی‌ریز همراه با درخت هزار ساله ارس

این مسجد یکی از بناهای تاریخی و از قدیمی‌ترین مساجدی است که در سده‌های نخستین اسلامی بنا شده‌است. برخی این مسجد را آتشکده دانسته و گفته‌اند که در دوره ساسانیان، آتش مقدس را از آتشکده کاریان به آنجا می‌آوردند. در اینکه در نی ریز آتشکده بوده تردیدی نیست، اما اینکه این مسجد در مکان آتشکده بنا گردیده جای تردید است. این مسجد زیبا برای اولین بار به وسیلهٔ «آندره گدار» مدیر کل سابق باستان‌شناسی ایران مورد بررسی قرار گرفت و کتیبه‌های محراب آن خوانده شده در کتاب آثار ایران از نشریات اداره کل عتیقات ترجمه آقای سید محمد مصطفوی در صفحه ۱۰۰ مطالب کوتاهی راجع به مسجد جامع نیریز درج گردیده و چنین توضیح داده شده که ایوان اصلی مسجد به شیوه بناهای ایوان دار بنا گشته و بقیه مضافات بنای فعلی مسجد جامع بتدریج در قرون متمادی احداث گردیده‌است و قدیمی‌ترین قسمت مسجد ایوان است که در قسمت جنوبی به چشم می‌خورد. بناهای پیرامون آن الحاقی است. ایوان اصلی دارای طاقی ساده، گاهواره‌ای شکل بوده و ضلع پیشین ایوان سر تا سر باز و ضلع عقب ایوان را دیوار ضخیمی مسدود نموده که محراب قدیمی در همین دیوار احداث گردیده‌است، اضلاع شرقی و غربی ایوان هر یک دارای پنج طاق نمای عمیق است که فعلاً از صورت طاق نمایی خارج گردیده‌اند. تاریخ‌های تغییرات و تعمیرات مسجد بر سردر ورودی و قدیمی‌ترین تاریخ‌ها در محراب ایوان به چشم می‌خورد و قدیمی‌ترین تاریخ را که در مسجد جامع نی ریز می‌توان یافت سال ۳۶۳ سال بنای محراب ایوان جنوبی است ولی امکان دارد تاریخ قدیمی تر از آن نیز در مسجد وجود داشته باشد که از میان رفته‌است. محراب دارای تاریخ‌های متعددی است.

### مسجد جامع صغیر
به مسجد بازار نیز شهرت دارد (مسجد امام خمینی کنونی). بنای قدیمی این مسجد چند سال پیش تخریب شد. تاریخ بنای آن به‌طور دقیق دانسته نیست. برخی تاریخ آن را سال ۶۸ ه‍.ق گفته‌اند که البته بعید به نظر می‌رسد، زیرا مقدسی که در سده چهارم ه‍.ق از این شهر دیدن کرده، فقط از یک مسجد جامع خبر داده که به احتمال زیاد می‌بایست منظور مسجد جامع کبیر باشد.
همچنین تاریخ بنای آن را در سال ۷۳۳ ه‍.ق نیز گفته‌اند. کتیبه‌ای سنگی بر سردر مسجد موجود بوده که تاریخ ۸۴۰ ه‍.ق را داشته‌است. در این مسجد دو کتیبه تاریخی بوده‌است. نخست، کتیبه فرمان شاه طهماسب اول صفوی و کتیبه دیگر شرح وقایع سید یحیی دارابی در دوره ناصرالدین شاه است. این مسجد پس از خراب شدن از طرف شخصی به نام کلو یعقوب خان قصاب تعمیر گردیده که در کوچه گچی مربوط به این تعمیر این جمله خوانده شده:
«امر بعمارت هذا المسجد الشاب المکرم کلو یعقوب قصاب».

### مسجد جامع سید علی (مسجد الزهرا)
این مسجد هنوز قسمتی از شکل معماری گذشته خود را دارا است تاریخ بنای آن مربوط به قبل از سال ۱۰۸۷ه‍.ق بوده‌است در این مسجد، دو کتیبه موجود است، کتیبه نخست مربط به تاریخ بنای آن است که متأسفانه قابل خواندن نیست و کتیبه دوم آن مربوط به تعمیر آن در دوره شاه سلیمان دوم صفوی در سال ۱۰۸۷ ه‍.ق است.

### مسجد ابوالفضل
بهایی‌ها آنجا را به نام خودشان ثبت کرده بودند که در آنجا قلعه‌ای هم به نام قلعه خواجه وجود داشته که مؤسس بابیت در نیریز (قبل از بهاییها) در آن قلعه زندگی می‌کرده که بعد از مدتی قوای دولتی برای مقابله با او به نیریز آمده بودند و جنگی بین قوای دولتی و بابیت واقع شده و مؤسس این فرقه کشته می‌شود و پس از مدتی این مذهب به بهائیت تبدیل می‌شود و تدریجاً با ازدواج با شیعیان دارای نفوذ شدند و تأسیساتی نزدیک آن قلعه ایجاد کردند که با راهنمایی روحانیون شهر و تلاش جوانان مذهبی تأسیسات آن‌ها تخریب شده و۱۰۰۰ متر از زمین‌ها را از آن‌ها گرفتند و به نام مسجد ساختند (در سال ۱۳۵۰)، که بعد از انقلاب این مسجد توسعه پیدا کرد.

## مراکز درمانی
- بیمارستان شهدای سلامت(برکت - افتتاح ۲۲ بهمن ماه ۱۴۰۰)
- درمانگاه شهدای کمیل
- درمانگاه ولی عصر
- درمانگاه کوی سجاد
- درمانگاه شهید فقیهی
- درمانگاه تأمین اجتماعی
- درمانگاه شفا (وابسته به سپاه پاسداران انقلاب اسلامی)

## مراکز آموزشی
در این شهر دانشگاه آزاد اسلامی واحد نی‌ریز ، دانشگاه پیام نور ، دانشگاه علمی کاربردی و دانشگاه ملی مهارت  مشغول فعالیت هستند.

## اماکن اقامتی
- هتل لاله (در حال احداث)
- هتل نای‌ذی
- مهمان‌پذیر گل‌سرخ
- مهمان‌پذیر کتابدار
- مهمان‌پذیر رفعتی
- اقامتگاه بومگردی آبی‌بی
- اقامتگاه بومگردی فاتح
- اقامتگاه بومگردی سرای جاوید
- خانه معلم

## کشاورزی
شهرستان ساوه در استان مرکزی نی ریز در استان فارس و شهرستان فردوس در استان خراسان جنوبی به ترتیب از مقام های اول تا سوم تولید انار در ایران هستند بنابراین نی ریز دومین تولیدکننده انار ایران و رتبه اول تولید انار در استان فارس دارد.  و شهرستان شیراز و کازرون در رتبه های بعدی هستند.
 نی ریز دومین تولیدکننده بزرگ انجیر ایران بعد از استهبان به شمار می آید. این شهرستان با تولید ۱۲ هزار ۳۰۰ تن پسته رتبه اول تولید پسته در استان فارس را داراست 

## نگارخانه

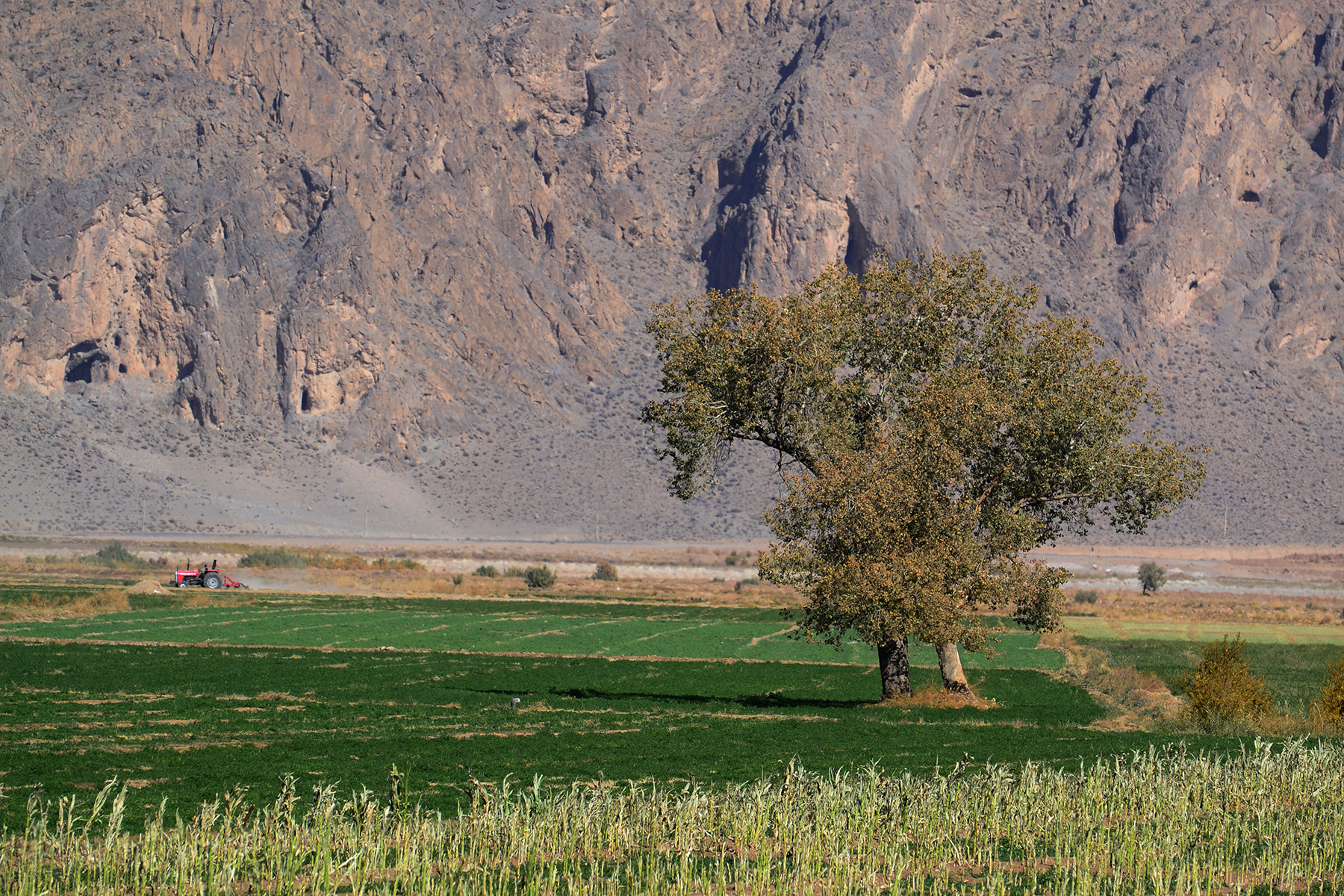
طبیعت نی‌ریز
درخت بادام-طبیعت نی‌ریز
طبیعت نی‌ریزطبیعت نی‌ریز
درخت بنه-طبیعت نی‌ریز
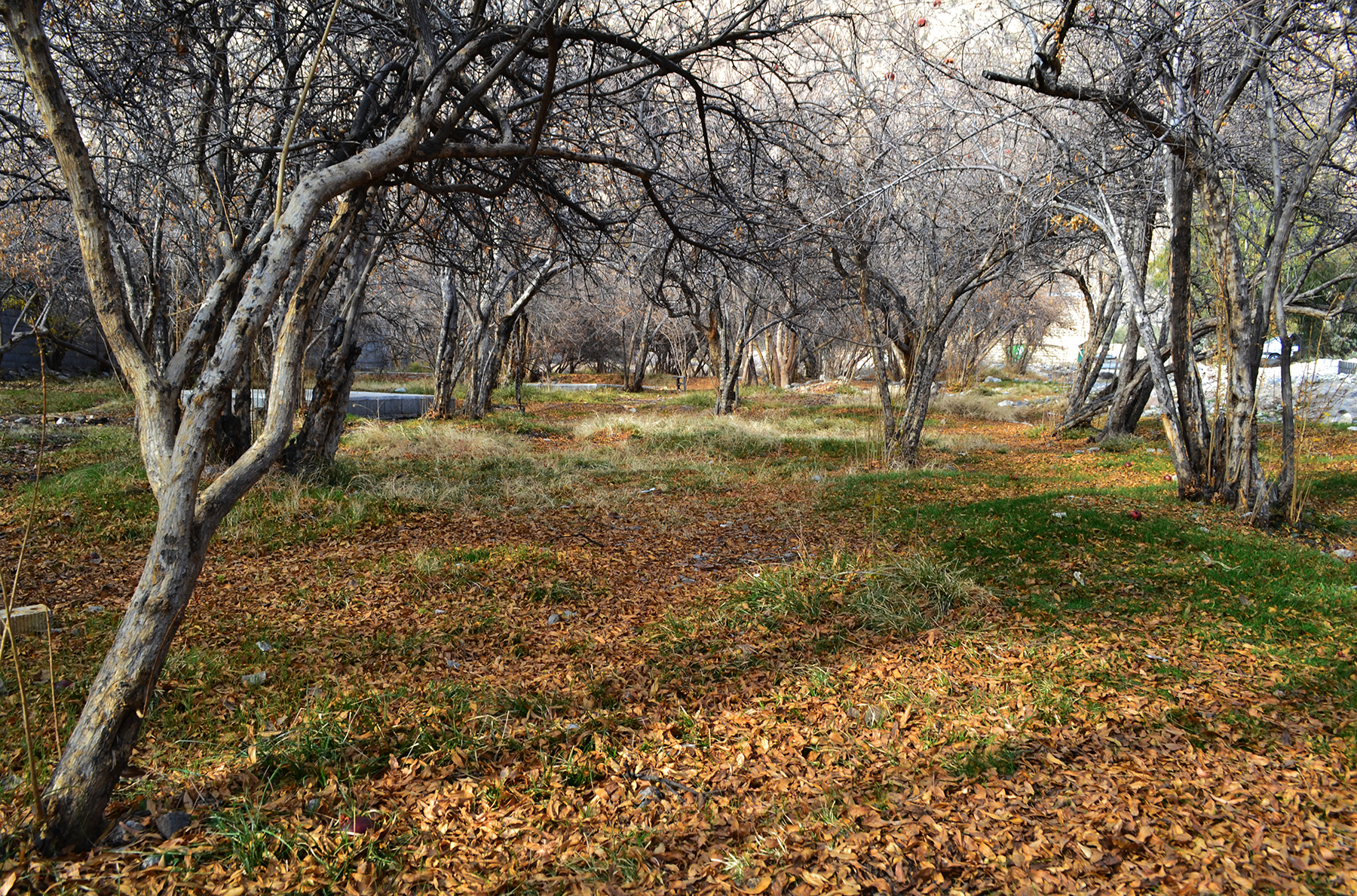
باغات انار نی‌ریز
طبیعت نی‌ریزطبیعت نی‌ریز
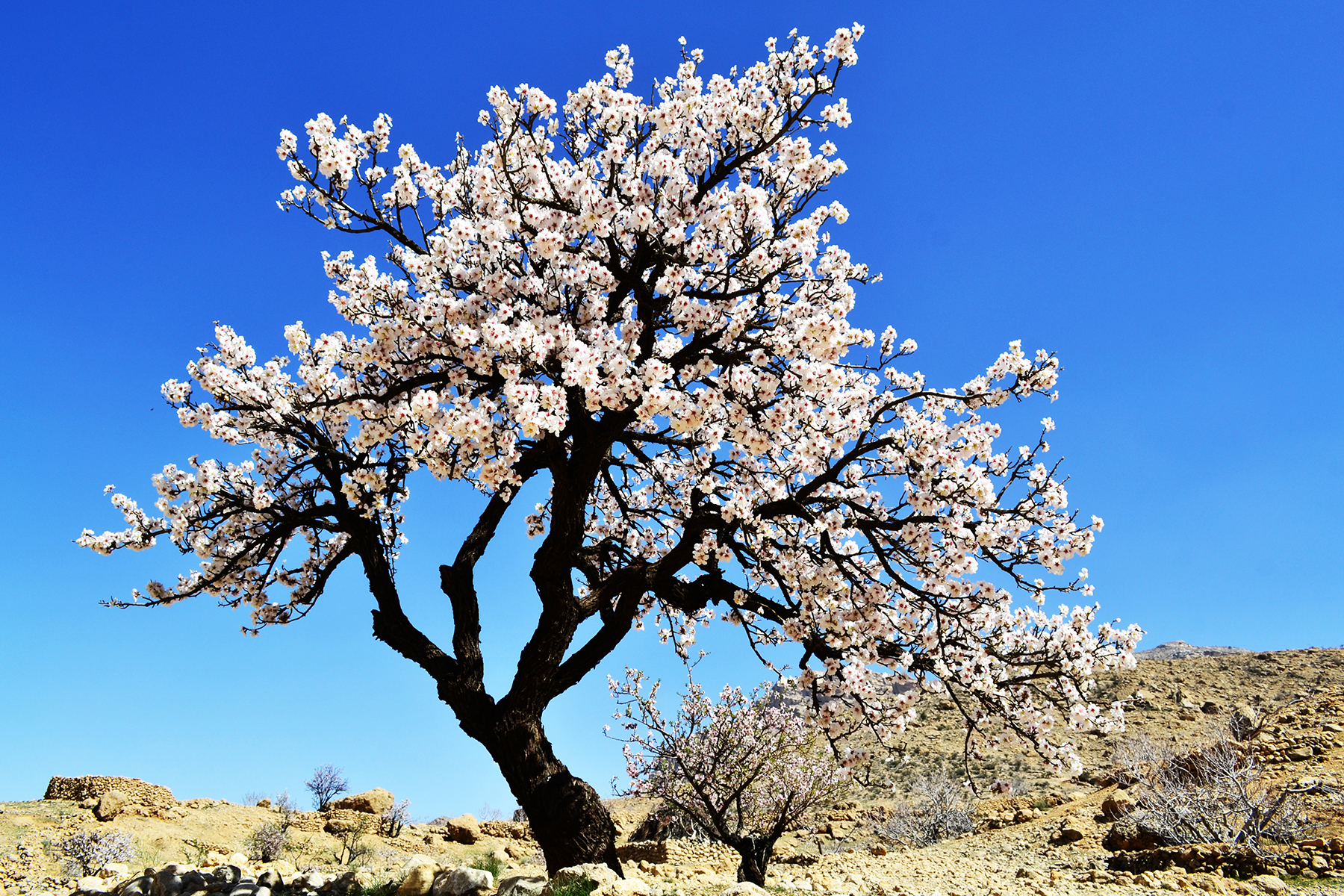
شکوفه‌های بادام-طبیعت نی‌ریز
طبیعت نی‌ریزطبیعت نی‌ریز